# Massimo Coda
Massimo Coda (ur. 10 listopada 1988(dts) w Cava de’ Tirreni) – włoski piłkarz grający na pozycji napastnika w Cremonese, na wypożyczeniu z Genoi.

## Kariera klubowa

### Wczesne lata
Coda zaczął swoją karierę we włoskim klubie Cavese. W wieku 16 lat podpisał kontrakt ze szwajcarskim AC Bellinzona. Następnie udał się na wypożyczenie do Cisco Roma. Po udanym sezonie, włoski klub Treviso w lipcu 2007 postanowił go kupić za kwotę €350 000. 

### Bologna
26 czerwca 2008 roku piłkarz przeniósł się do najlepszego klubu z Bolonii - Bologna FC.

### Lecce
W sezonie 2020/2021 Massimo został królem strzelców Serie B. Rok później, w sezonie 2021/2022, również zdobył największą liczbę bramek, strzelając 20 goli w 36 meczach ligowych.

### Genoa CFC
30 czerwca 2022 roku Coda podpisał kontrakt z Genoą.

## Statystyki kariery
Aktualne na 27 października 2023 roku
| Klub              | Sezon             | Liga                     | Liga  | Liga   | Puchar kraju | Puchar kraju | Inne  | Inne   | Suma  | Suma   |
| Klub              | Sezon             | Liga                     | Mecze | Bramki | Mecze        | Bramki       | Mecze | Bramki | Mecze | Bramki |
| ----------------- | ----------------- | ------------------------ | ----- | ------ | ------------ | ------------ | ----- | ------ | ----- | ------ |
| Cavese            | 2004/05           | Serie C2                 | 2     | 0      | —            | —            | —     | —      | 2     | 0      |
| Bellinzona        | 2005/06           | Swiss Challenge League   | 21    | 0      | 2            | 0            | —     | —      | 23    | 0      |
| Cisco Roma        | 2006/07           | Serie C2                 | 8     | 0      | —            | —            | —     | —      | 8     | 0      |
| Treviso           | 2007/08           | Serie B                  | 0     | 0      | —            | —            | —     | —      | 0     | 0      |
| FC Crotone        | 2007/08           | Serie C1                 | 2     | 0      | —            | —            | 2     | 0      | 4     | 0      |
| Bologna           | 2007/08           | Serie A                  | 0     | 0      | 2            | 0            | —     | —      | 2     | 0      |
| Cremonese         | 2008/09           | Lega Pro Prima Divisione | 20    | 6      | —            | —            | —     | —      | 20    | 6      |
| Cremonese         | 2009/10           | Lega Pro Prima Divisione | 29    | 10     | 3            | 0            | 1     | 0      | 33    | 10     |
| Cremonese         | 2010/11           | Lega Pro Prima Divisione | 31    | 8      | 2            | 0            | —     | —      | 33    | 8      |
| Siracusa          | 2011/12           | Lega Pro Prima Divisione | 14    | 2      | —            | —            | 1     | 0      | 15    | 2      |
| San Marino        | 2012/13           | Lega Pro Prima Divisione | 32    | 10     | —            | —            | —     | —      | 32    | 10     |
| Parma             | 2013/14           | Serie A                  | 0     | 0      | —            | —            | —     | —      | 0     | 0      |
| Gorica            | 2013/14           | Prva slovenska liga      | 33    | 18     | 3            | 0            |       |        | 36    | 18     |
| Parma             | 2014/15           | Serie A                  | 18    | 2      | —            | —            | —     | —      | 18    | 2      |
| Salernitana       | 2015/16           | Serie B                  | 40    | 15     | 1            | 0            | 2     | 2      | 43    | 17     |
| Salernitana       | 2016/17           | Serie B                  | 40    | 16     | 2            | 0            | —     | —      | 42    | 16     |
| Benevento         | 2017/18           | Serie A                  | 24    | 4      | 1            | 0            | —     | —      | 25    | 4      |
| Benevento         | 2018/19           | Serie B                  | 34    | 21     | 4            | 1            | 2     | 1      | 40    | 23     |
| Benevento         | 2019/20           | Serie B                  | 29    | 7      | 1            | 0            | —     | —      | 30    | 7      |
| US Lecce          | 2020/21           | Serie B                  | 36    | 22     | 2            | 0            | 2     | 0      | 40    | 22     |
| US Lecce          | 2021/22           | Serie B                  | 36    | 20     | 2            | 2            | —     | —      | 38    | 22     |
| Genoa CFC         | 2022/23           | Serie B                  | 31    | 10     | 2            | 1            | —     | —      | 33    | 11     |
| Genoa CFC         | 2023/24           | Serie B                  | 0     | 0      | 0            | 0            | —     | —      | 0     | 0      |
| Cremonese         | 2023/24           | Serie B                  | 11    | 9      | 0            | 0            |       |        | 11    | 9      |
| Ogółem w karierze | Ogółem w karierze | Ogółem w karierze        | 465   | 180    | 27           | 4            | 10    | 3      | 502   | 187    |

## Sukcesy
- Król  strzelców Serie B (2): 2020/2021, 2021/2022